# Džjunekjan
Il Džjunekjan (in russo Джюнекя́н?; anche Djunekjan o Djunnekjan) è un fiume della Russia siberiana orientale, affluente di destra dell'Aldan (bacino idrografico della Lena). Scorre nell'Ust'-Majskij ulus della Sacha-Jakuzia.

## Collocazione geografica
Nasce dalla confluenza dei fiumi Čuchonoj (54 km) e Džoronu (62 km) ad un'altitudine di 347 m nal versante occidentale della piccola catena montuosa dell'Ulachan-Bom, scorrendo successivamente con direzione mediamente sud-occidentale su tutto il percorso. Sfocia nell'Aldan a 735 km dalla foce. La lunghezza del fiume è di 102 km, il bacino imbrifero è di 3 340 km².
Il fiume è gelato, in media, dalla prima metà di ottobre alla seconda metà di maggio. Il villaggio di Ėl'dikan si trova vicino alla foce.